# 刘丹丽
刘丹丽（1963年—），湖北武汉人，汉族，中华人民共和国歌舞剧演员、政治人物，湖北省歌剧舞剧院一级演员，中国共产党党员，第十一届全国人民代表大会湖北地区代表。

## 生平
毕业于湖北省委党校法学专业。2008年起担任全国人大代表。